# 劉昌義
刘昌义（1905年—1994年）號彥峯，河北高阳人。中華民國軍事人物和中華人民共和國政治人物。第二至七届全国政协委员。

## 生平
中華民国11年（1922年）在河北保定參軍，后转入冯玉祥部队，畢業於洛阳军事学校高级班，在北伐军第二集团军总司令部任联络员。中華民国18年（1929年），刘昌义由副旅长升任新兵师师长。中華民国19年（1930年）秋，冯玉祥被蒋介石擊潰，刘昌义所部瓦解，刘昌义本人移居天津，創辦民光報。中華民国22年（1933年），冯玉祥在张家口组织抗日同盟军，刘昌义被任命为第四十六师师长，在山西晋城、河北邯郸一带召集旧部抗日。
中華民国26年（1937年），第二次中日戰爭全面爆發，刘昌义在张家口组织义勇军展開游击戰。张家口失守後，他随刘汝明部沿太行山退到河南沁阳。1938年出任豫北別動軍司令。中華民国29年（1940年）春，刘昌义在河南温县附近假裝向日伪军投降，又突然反擊，消滅日伪军600余人，并俘获日伪軍將領多名，受到重庆国民政府獎勵。政府将其所部改编为暂编第十五军，晋升他为中将军长。中華民国33年（1944年）5月,日军进攻河南中部，暂编第十五军在黄河南岸中牟一帶抵擋日軍。中華民国34年（1945年）1月，蒋介石调任他为第十九集团军副司令兼渦北挺進軍總指揮。
中華民国35年（1946年）初，他從驻地徐州與刘云昭来到上海拜会李济深。1947年3月，擔任淮海綏靖区副司令。1948年1月擔任第七绥靖区副司令，後又擔任第一绥靖区副司令。隨著中華民國的戰局惡化，第一绥靖区司令部迁至崇明，刘昌义以治病为由，暂住上海新亚饭店。中華民国37年（1948年）10月下旬，刘昌义会见了民革中央主席李济深派來的军事特派员王葆真，王葆真勸說刘昌义参加民革。同年11月16日，刘昌义加入民革。
中華民国38年（1949年）5月16日，第五十一军大部被滅，军长王秉鉞被俘，汤恩伯任命刘昌义接任第五十一军军长。5月23日，陈大庆将所部全部撤至苏州河以北，组成北兵团，并讓刘昌义擔任淞沪警备副司令兼北兵团司令。5月26日，刘昌义向中共投降，所部接受中國人民解放军改编。
1950年舟山戰役時，他參與协助中共中央华东局统战部的工作。之後他擔任中国人民救济总会上海分会顾问，第一、二届上海市人大代表，第一至四届上海市政协委员，第二至七届全国政协委员、民革中央第五、六届委员，第七、八届监察委员，民革上海市委会委员、常委。1985年8月19日，上海市副市长谢丽娟代表上海市人民政府向刘昌义颁发了起义证书。